# Rudolf Schmieder
Rudolf „Rudi“ Schmieder (* 1928; † Juli 2005) war ein Eishockeyspieler und Trainer in den Sportarten Eishockey und Eisschnelllauf. Er ist Mitglied der Hall of Fame des deutschen Eishockeymuseums und war Ehrenmitglied des Deutschen Eissport-Verbandes.

## Karriere
Rudolf Schmieder war als Spieler von 1949 bis 1953 für die SG Frankenhausen, mit der er DDR-Meister wurde, bzw. der Nachfolgemannschaft BSG Wismut Erz Frankenhausen aktiv und kam 1953 zu einem Einsatz in der Eishockeynationalmannschaft der DDR.
Ab 1957 übernahm er das Traineramt bei der Eishockeynationalmannschaft und betreute sie bei den Olympischen Winterspielen 1968 und bei den Eishockey-Weltmeisterschaften von 1958 bis 1970. Nach dem Beschluss über die Reduzierung der Sportförderung von Eishockey in der DDR wechselte Rudolf Schmieder die Sportart und wurde 1971 Verbandstrainer des DELV beim Eisschnelllauf.

## Privates
Rudolf Schmieder war der Pflegevater von Stefanie-Lahya Aukongo.